# Gala (Sängerin)

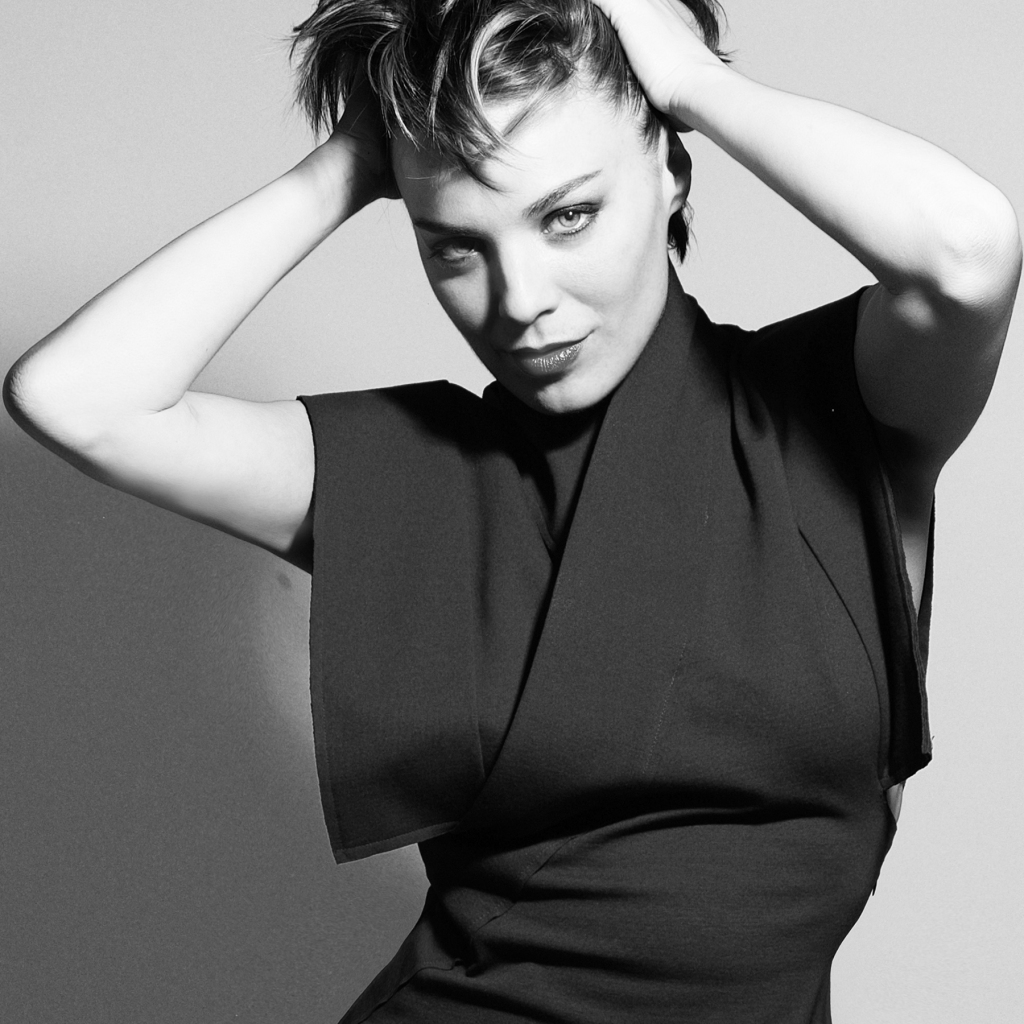
Gala (2004)

Gala (* 6. September 1975 in Mailand als Gala Rizzatto) ist eine italienische Sängerin.

## Leben
Gala Rizzatto wuchs in Mailand auf. Ihr Vorname bezieht sich auf Gala Éluard Dalí, die Muse von Salvador Dalí. Mit 17 Jahren zog sie zuhause aus und ging nach New York, um dort an der Kunstakademie zu studieren. Als Fotografin machte sie sich während dieser Zeit in der New Yorker Musikszene einen Namen. Ein italienischer DJ verschaffte ihr im Gegenzug für eine Fotografie einen Plattenvertrag. Daraufhin nahm sie das Lied Freed from Desire auf und veröffentlichte es 1996 bei einem italienischen Label. Freed from Desire entwickelte sich zu einem europaweiten Hit und zu einem Eurodance-Klassiker. In Frankreich und Belgien erreichte die Single Platz eins, in den britischen Charts und ihrem Heimatland Italien Platz zwei der Charts. Insgesamt wurden mehr als sechs Millionen Einheiten der Single verkauft, davon allein über 750.000 Exemplare in Frankreich, wofür sie eine Diamant-Auszeichnung erhielt.
Gala wurde 1998 in Großbritannien als beste Künstlerin bei der COFA-Verleihung (Celebration of Female Artists) ausgezeichnet. Im selben Jahr erhielt sie die Best-Dance-Video-Auszeichnung der MOBO Awards (Music of Black Origin).
Während im Rest von Europa das Interesse schnell nachließ, konnte sie mit Let a Boy Cry und Come into My Life in Belgien und Südeuropa an den Erfolg anknüpfen und weitere Nummer-eins-Platzierungen erreichen. Das Ende 1997 veröffentlichte Album Come into My Life blieb aber deutlich hinter diesen Platzierungen zurück. Danach nahm sie der Prince-Manager Steve Fargnoli unter Vertrag, doch weitere Erfolge blieben aus.
2001 starb Fargnoli unerwartet, sie verlor ihren Plattenvertrag und kehrte nach New York zurück. Trotzdem produzierte sie weiter Musik und trat weiter auf. 2005 hatte sie mit Faraway in Frankreich einen letzten kleineren Charterfolg. Das Lied wurde außerdem in den USA in einem TV-Werbespot genutzt.
Mehr als zehn Jahre nach ihrem letzten Album veröffentlichte Gala 2009 über ihr eigenes Label Matriarchy Rechords das Album Tough Love und 2012 die Single Lose Yourself in Me.

## Diskografie

### Studioalben
| Jahr | Titel             | Höchstplatzierung, Gesamtwochen, AuszeichnungChartsChartplatzierungen (Jahr, Titel, Platzierungen, Wochen, Auszeichnungen, Anmerkungen) | Anmerkungen                             |
| Jahr | Titel             | IT | Anmerkungen                             |
| ---- | ----------------- | --- | --------------------------------------- |
| 1997 | Come into My Life | IT33 (7 Wo.)IT | Erstveröffentlichung: 17. November 1997 |
| 2009 | Tough Love        | — | Erstveröffentlichung: 2009              |

### Singles
| Jahr | Titel Album                         | Höchstplatzierung, Gesamtwochen, AuszeichnungChartplatzierungen (Jahr, Titel, Album, Platzierungen, Wochen, Auszeichnungen, Anmerkungen) | Höchstplatzierung, Gesamtwochen, AuszeichnungChartplatzierungen (Jahr, Titel, Album, Platzierungen, Wochen, Auszeichnungen, Anmerkungen) | Höchstplatzierung, Gesamtwochen, AuszeichnungChartplatzierungen (Jahr, Titel, Album, Platzierungen, Wochen, Auszeichnungen, Anmerkungen) | Höchstplatzierung, Gesamtwochen, AuszeichnungChartplatzierungen (Jahr, Titel, Album, Platzierungen, Wochen, Auszeichnungen, Anmerkungen) | Höchstplatzierung, Gesamtwochen, AuszeichnungChartplatzierungen (Jahr, Titel, Album, Platzierungen, Wochen, Auszeichnungen, Anmerkungen) | Anmerkungen |
| Jahr | Titel Album                         | DE | AT | CH | UK | IT | Anmerkungen |
| ---- | ----------------------------------- | --- | --- | --- | --- | --- | --- |
| 1996 | Everyone Has Inside –               | — | — | — | — | IT9 (14 Wo.)IT | Erstveröffentlichung: 1996 |
| 1996 | Freed from Desire Come into My Life | DE14 Gold · (29 Wo.)DE | AT16 (10 Wo.)AT | CH13 (22 Wo.)CH | UK2 ×3Dreifachplatin · (15 Wo.)UK | IT2 ×2Doppelplatin (2023) · (21 Wo.)IT                                                                                                   | Erstveröffentlichung: 23. Oktober 1996 |
| 1997 | Let a Boy Cry Come into My Life     | — | — | CH23 (9 Wo.)CH | UK11 (8 Wo.)UK | IT1 (18 Wo.)IT | Erstveröffentlichung: 24. Februar 1997 in den offiziellen italienischen FIMI-Charts, die zu diesem Zeitpunkt einsetzten, erreichte die Single im Anschluss Platz 4, mit einem Top-10-Aufenthalt von 7 Wochen |
| 1997 | Suddenly Come into My Life          | — | — | — | — | IT9 (2 Wo.)IT | Erstveröffentlichung: 1997 |
| 1997 | Come into My Life                   | — | — | — | UK38 (2 Wo.)UK | IT3 (8 Wo.)IT | Erstveröffentlichung: 10. November 1997 in den italienischen M&D-Charts erreichte die Single erneut die Chartspitze                                                                                          |

Weitere Singles
- 2005: Faraway
- 2009: Tough Love
- 2012: Lose Yourself in Me

## Auszeichnungen für Musikverkäufe
| Goldene Schallplatte - Dänemark - 2023: für die Single Freed from Desire - Deutschland - 2013: für die Autorenbeteiligung Liebe ist meine Rebellion (Frida Gold) - Frankreich - 1998: für das Album Come into My Life - 1998: für die Single Come into My Life Platin-Schallplatte - Belgien - 1997: für die Single Let a Boy Cry - 1998: für die Single Come into My Life - Frankreich - 1997: für die Single Let a Boy Cry - Griechenland - 2023: für die Single Freed from Desire - Polen - 2019: für die Autorenbeteiligung Freed from Desire (Drenchill) - Spanien - 2024: für die Single Freed from Desire | 2× Platin-Schallplatte - Belgien - 1997: für die Single Freed from Desire Diamantene Schallplatte - Frankreich - 1997: für die Single Freed from Desire |

Anmerkung: Auszeichnungen in Ländern aus den Charttabellen bzw. Chartboxen sind in ebendiesen zu finden.
| Land/RegionAuszeichnungen für Musikverkäufe (Land/Region, Auszeichnungen, Verkäufe, Quellen) | Gold     | Platin       | Diamant  | Verkäufe  | Quellen                     |
| -------------------------------------------------------------------------------------------- | -------- | ------------ | -------- | --------- | --------------------------- |
| Belgien (BRMA)                                                                               | —        | 4× Platin4   | —        | 200.000   | ultratop.be                 |
| Dänemark (IFPI)                                                                              | Gold1    | —            | —        | 45.000    | ifpi.dk                     |
| Deutschland (BVMI)                                                                           | 2× Gold2 | —            | —        | 400.000   | musikindustrie.de           |
| Frankreich (SNEP)                                                                            | 2× Gold2 | Platin1      | Diamant1 | 1.600.000 | infodisc.fr snepmusique.com |
| Griechenland (IFPI)                                                                          | —        | Platin1      | —        | 20.000    | Einzelnachweise             |
| Italien (FIMI)                                                                               | —        | 2× Platin2   | —        | 200.000   | fimi.it                     |
| Polen (ZPAV)                                                                                 | —        | Platin1      | —        | 20.000    | olis.pl                     |
| Spanien (Promusicae)                                                                         | —        | Platin1      | —        | 60.000    | elportaldemusica.es         |
| Vereinigtes Königreich (BPI)                                                                 | —        | 3× Platin3   | —        | 1.800.000 | bpi.co.uk                   |
| Insgesamt                                                                                    | 5× Gold5 | 13× Platin13 | Diamant1 |           |                             |